# Garcia Sanches III de Pamplona
Garcia Sanches III de Pamplona (Nájera, 1012 — Atapuerca, 1 de setembro de 1054) apelidado "o de Nájera", foi rei de Pamplona de 1035 até à sua morte.
Herdeiro do trono, segundo o costume à época da morte do seu pai Sancho Garcês III de Pamplona, pois o filho mais velho, Ramiro, que herdou Aragão, era filho ilegítimo, Garcia estava em peregrinação em Roma quando seu pai morreu em 1035. Seu irmão Fernando levou o corpo de seu pai Sancho para o Mosteiro de San Salvador de Oña, onde foi enterrado.
No ano 1037, quando o seu irmão Fernando solicitou a sua ajuda para combater o seu cunhado Bermudo III de Leão perto de Pisuerga, este presta-a, combatendo os dois irmãos unidos contra o monarca leonês na batalha de Tamarón, onde foi vencido e morto o último descendente directo de Pedro, duque da Cantábria.
A ajuda prestada a Fernando foi decisiva para a partilha que os dois irmãos fizeram de grande parte do condado de Castela, aumentando os limites do reino de Navarra até à baía de Santander, ocupando praticamente todo o território basco, e permitindo assim que Fernando se apoderasse de Leão. Venceu o seu irmão Ramiro I de Aragão em Tafalla em 1043. Aproveitando a debilidade dos reinos das taifas muçulmanos, dedicou-se a aumentar os seus domínios com sucesso, conseguindo conquistar Calahorra em 1045.
Em 1052 fundou o Mosteiro de Santa Maria la Real de Nájera.
Devido à partilha das terras castelhanas, estalou a luta entre os irmãos, morrendo Garcia Sanches III  na batalha de Atapuerca.

## Relações familiares

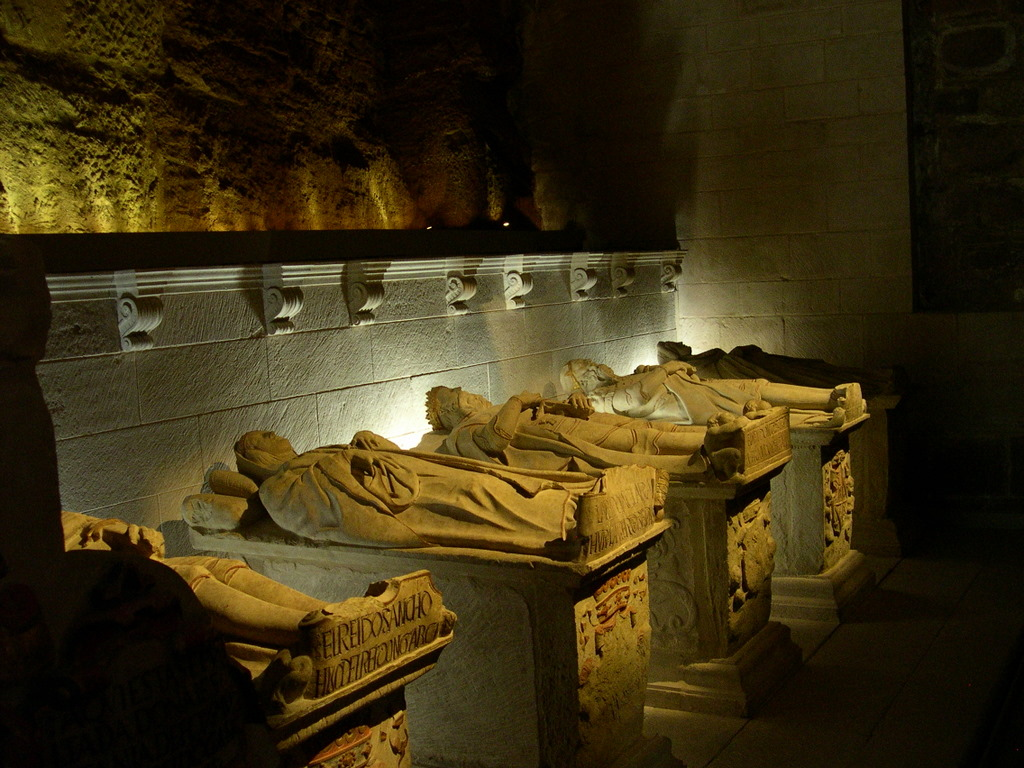
Túmulos dos reis de Nájera-Pamplona no Mosteiro de Santa Maria la Real de Nájera, fundado pelo Rei Garcia Sanches III de Pamplona

Foi filho de Sancho Garcês III de Pamplona e de Munia Mayor de Castela (ou Muniadona de Castela), filha de Sancho Garcia conde de Castela e de Urraca Gomez.
Casou-se em 1038 com Estefânia de Foix, filha de Bernardo I Rogério de Foix, à qual deu em dote, entre outros bens, a ambabus Cambaribus, Cameros. Tiveram os filhos:
- Sancho Garcês IV de Pamplona, rei de Pamplona, casado com Placencia de Normandia.
- Urraca Garcês, casada cerca de 1074 com o conde Garcia Ordonhez (m. 1108).[4]
- Ermesinda ou Hermesinda Garcês, casada com Fortún Sanches de Yarnoz.
- Ramiro de Pamplona (m. 1083), senhor de Calahorra, casado com Teresa.
- Fernando de Pamplona, senhor de Bucesta.
- Ramón (Raimundo) de Pamplona o Fratricida, senhor de Murillo e Cameros, provavelmente o pai de Urraca Raimundez, esposa de Afonso Vermudez, rico-homem do Reino de Leão.[5]
- Jimena Garcês de Pamplona.
- Maior Garcês de Pamplona. Não parece ser a esposa de Guy II de Masón.
- Sancha Garcês de Pamplona (m. 1065).

Garcia III de Navarra foi ainda pai dos seguintes filhos ilegítimos:
- Sancho Garcês, senhor de Uncastillo e Sangüesa, casado com Constança, provavelmente filha de um primeiro casamento de Estefânia de Foix.[6] O seu filho, Ramiro Sanches de Pamplona, foi pai do rei Garcia Ramires de Pamplona.
- Mencia Garcês (m. depois de 1076) casada com Fortún Ochoa (m. c. 1050).[7]